# Увидеть Париж и умереть
«Увидеть Париж и умереть» — кинофильм Александра Прошкина 1992 года.

## Сюжет
1960-е годы, Москва. Мать-одиночка всю свою любовь и энергию вкладывает в сына-пианиста, добиваясь у высокого начальства, чтобы именно его отправили в Париж на престижный музыкальный конкурс. Мать все эти годы скрывала от сына, что она еврейка, а его отец — бывший уголовник. В их коммунальной квартире появляется новый сосед, который узнаёт эти тайны.

## Съёмки
Дмитрий Маликов снимался со своей, не соответствующей эпохе 60-х причёской. Это было условием съёмок, хотя впоследствии Маликов признавал свою неправоту.

## В ролях
- Татьяна Васильева — Елена Орехова
- Дмитрий Маликов — Юра Орехов
- Станислав Любшин — Солодов, художник
- Владимир Стеклов — Евгений Жутовский, бабник, наездник на бегах, сосед по коммуналке
- Екатерина Семёнова — Катя
- Оксана Арбузова — Люда
- Виктор Степанов — Клим Фёдорович, чиновник
- Нина Усатова — Фарида, соседка по коммуналке
- Елена Фадеева — Серафима, соседка по коммуналке, бывшая хозяйка квартиры
- Николай Стамбула — продавец валюты
- Марина Гайзидорская — почтовый работник, подруга Жутовского
- Александра Бражникова — Мария-цыганка
- Елена Кузьмина — мать Люды
- Николай Чиндяйкин — отец Люды

## Награды и призы
- 1992 — Татьяна Васильева — За лучшую женскую роль Премия «Ника».
- 1993 — Татьяна Васильева — За лучшую женскую роль ОРКФ в Сочи.